# Chemiré-sur-Sarthe
Chemiré-sur-Sarthe era una comuna francesa situada en el departamento de Maine y Loira, de la región de Países del Loira, que el 1 de enero de 2017, pasó a ser una comuna delegada de la comuna nueva de Morannes-sur-Sarthe-Daumeray al fusionarse con las comunas de Daumeray y Morannes.

## Demografía
| Gráfica de evolución demográfica de Chemiré-sur-Sarthe entre 1800 y 2013 |
|                                                                          |

Los datos demográficos contemplados en este gráfico de la comuna de Chemiré-sur-Sarthe se han cogido de 1800 a 1999 de la página francesa EHESS/Cassini, y los demás datos de la página del INSEE.